# Гірський притулок від літньої спеки

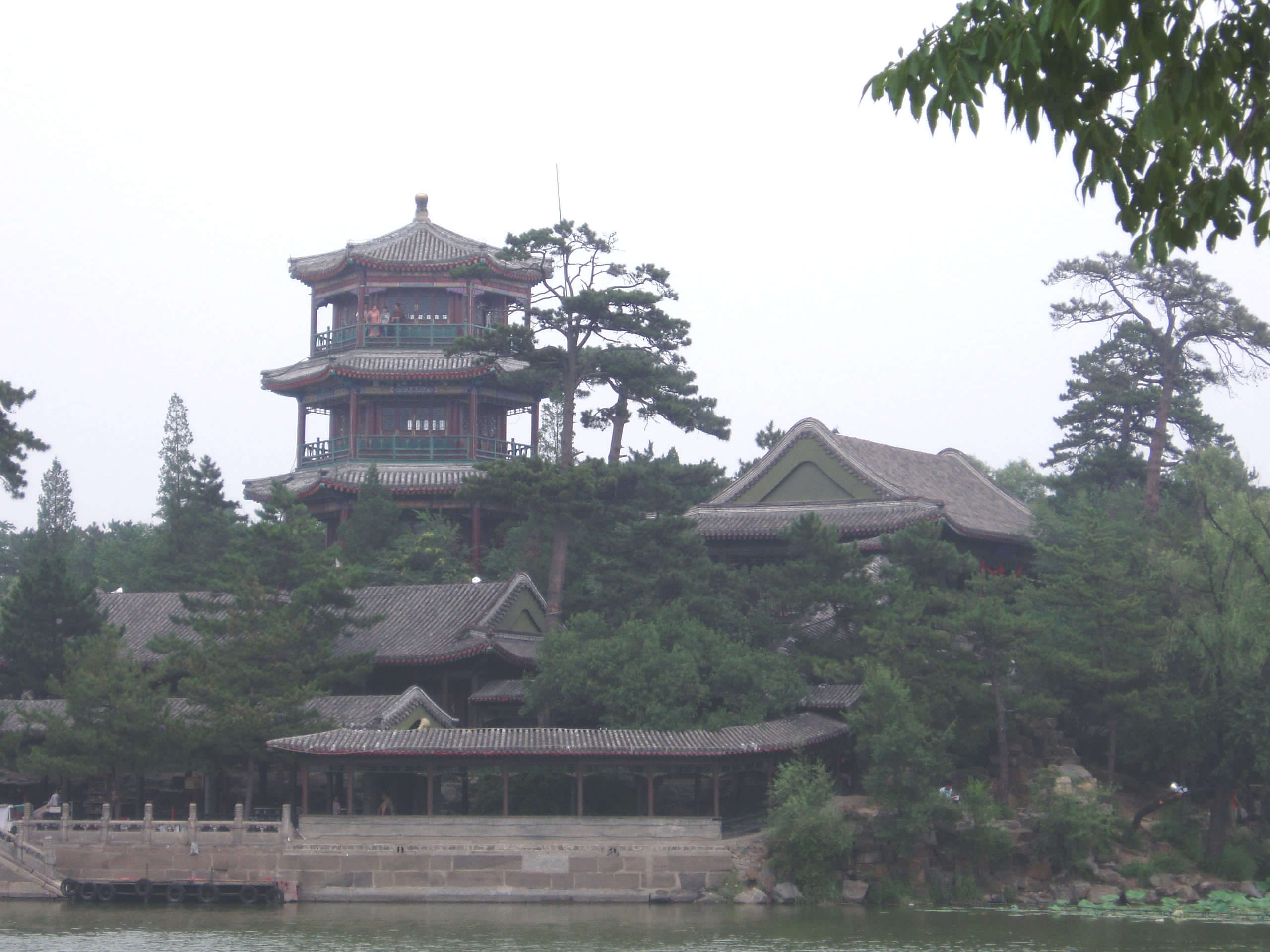
Вид на садибу маньчжурських імператорів у Ченде.

Гірський притулок від літньої спеки (кит. трад. 避暑, спр. 山庄, піньїнь: Bìshǔ Shānzhuāng; Маньчжурською: Halhūn be jailara gurung) — офіційна назва літньої садиби китайських імператорів династії Цін на північ від Пекіна, в міському окрузі Ченде провінції Хебей. Входить до списку пам'яток Світової спадщини ЮНЕСКО.
Гірський притулок будувався впродовж 89 років, від 1703 до 1792 року. Територія 5,6 кв. км., розділена на двір для офіційних зустрічей та приватні покої імператорського сімейства. Тут розташовано чимало палаців та церемоніальних споруд, більшість з яких відтворює стилі та ландшафти, характерні для різних куточків Цінської імперії. Тим самим прагненням до стилізації відзначені й прилеглі до імператорського саду храмові комплекси, серед яких традиційно відзначають вісім (外八廟) або дванадцять.
- Путоцзунчен — повторення тибетського палацу Потала.
- Пуле-си 普乐寺 (Храм повсюдної радості) — головна споруда, павільйон Сюґуан 旭光阁, частково відбиває риси центральних споруд Храму Неба у Пекіні.